# Włodzimierz Trzebiatowski

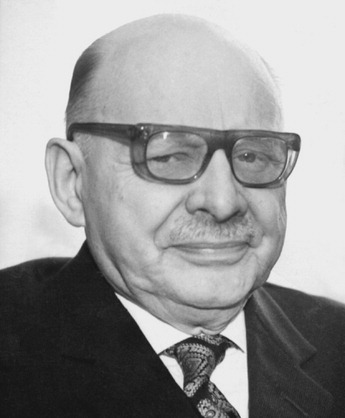
Włodzimierz Trzebiatowski (1980)

Włodzimierz Trzebiatowski (* 25. Februar 1906 Grätz/Grodzisk Wielkopolski; † 13. November 1982 in Breslau) war ein polnischer Chemiker (Anorganische Chemie, Physikalische Chemie).

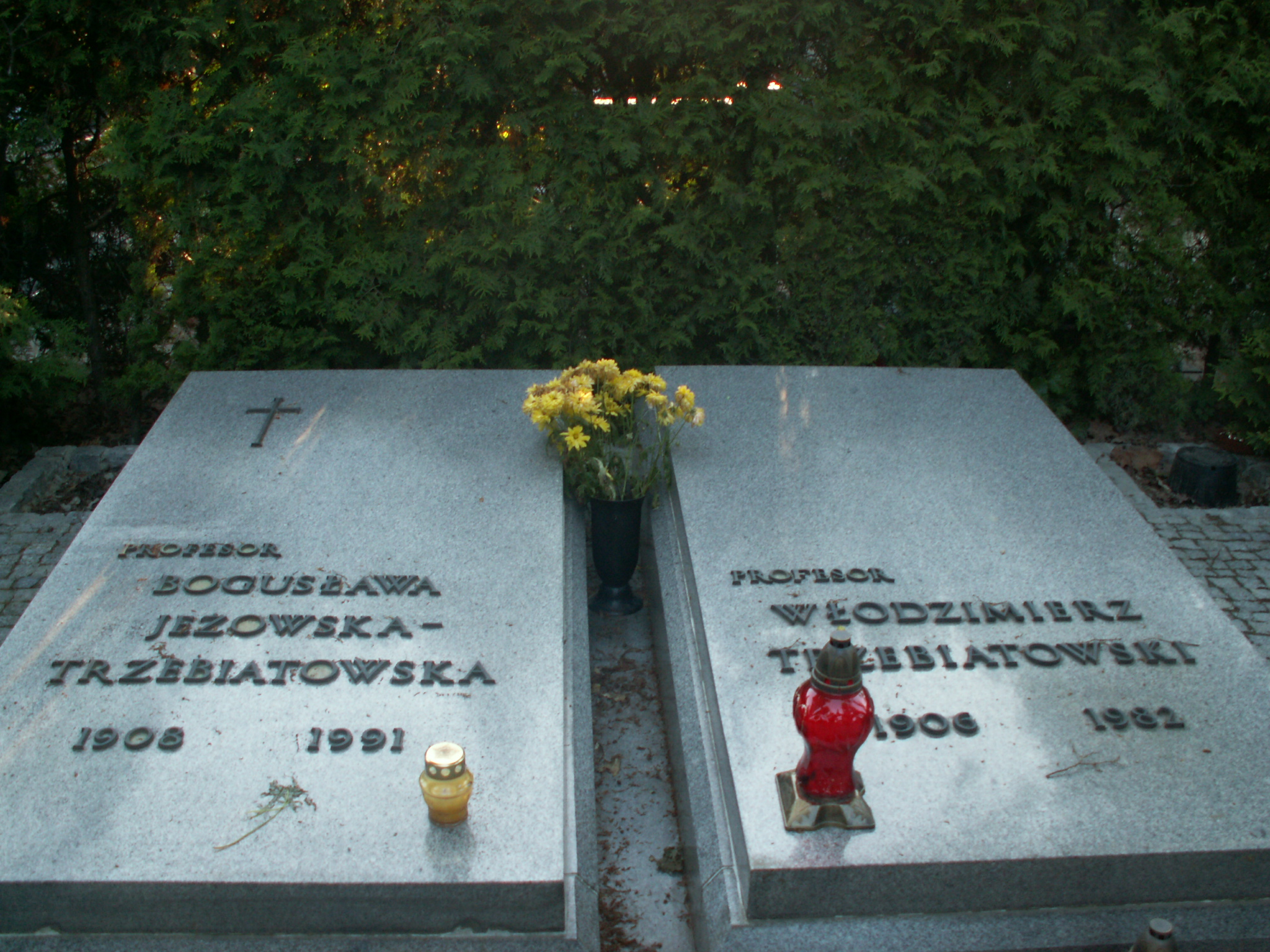
Grab von Włodzimierz Trzebiatowski und seiner Frau

Trzebiatowski wurde 1931 an der Technischen Hochschule Lwów (Lemberg) promoviert und habilitierte sich dort 1935 in Physikalischer Chemie. 1938 wurde er Professor für Anorganische Chemie an der Universität Lwów. 1945 bis 1968 war er Professor für Anorganische Chemie an der Universität und Technischen Hochschule Breslau und Direktor des Instituts für Anorganische Chemie. 1968 bis 1974 war er Direktor des Instituts für Tieftemperaturphysik und Strukturforschung (und des Labors für starke Magnetfelder und tiefe Temperaturen, das später nach ihm benannt wurde) und des Instituts für Metallurgie seltener Elemente der Polnischen Akademie der Wissenschaften. 1976 wurde ihm von der Technischen Universität Breslau (Politechnika Wrocławska) die Ehrendoktorwürde verliehen.
Er befasste sich unter anderem mit anorganischer Strukturchemie, Chemie von Festkörpern wie Phasengleichgewichte und Kinematik von Reaktionen von Metalloxidsystemen (mit verschiedenem Sauerstoffgehalt in den Phasen), Pulvermetallurgie bei extrem hohen Drucken, paramagnetische Eigenschaften von Nickelkatalysatoren, magnetische Eigenschaften von Uranverbindungen (wobei er auch Ferromagneten fand wie bei Uranhydrid) und Halbleitereigenschaften bei Cadmium- und Zinkarsenid.
1979 erhielt er die Marian-Smoluchowski-Medaille.

## Schriften
- Lehrbuch der anorganischen Chemie, Deutscher Verlag der Wissenschaften, Berlin, 7. Auflage 1976